# روبرتو غونزاليس إيشفاريا
روبرتو غونزاليس إيشفاريا (بالإنجليزية: Roberto González Echevarría)‏ هو ناقد أدبي كوبي وأمريكي، ولد في 28 نوفمبر 1943 في كوبا.